# Lilla Kroktjärnen (Malungs socken, Dalarna)
Lilla Kroktjärnen är en sjö i Malung-Sälens kommun i Dalarna och ingår i Göta älvs huvudavrinningsområde.